# Рашнер, Доминик
Доминик Рашнер (нем. Dominik Raschner; 23 августа 1994) — австрийский горнолыжник, серебряный призёр чемпионата мира 2023 года в параллельном гигантском слаломе. Специализируется в гигантском слаломе.

## Карьера
Доминик Рашнер родом из Mils bei Hall под Инсбруком, член команды местного лыжного клуба. Его отец занимается спортом и преподает в Университете Инсбрука.
В феврале 2011 года Рашнер принял участие в Европейском юношеском олимпийском фестивале в Либереце и финишировал одиннадцатым в слаломе. Первый старт в гонках под эгидой FIS состоялся в возрасте 17 лет. На своем первом юниорском чемпионате мира в Ясне он занял 14 место в гигантском слаломе, а в слаломе сошёл с дистанции. В январе 2014 года он дебютирповал на этапе Кубка Европы в слаломе, но ему потребовалось несколько сезонов, чтобы установить вывести себя на высокий спортивный уровень. В сезоне 2017—2018 годов на Кубке Европы когда он отпраздновал две победы (параллельный слалом на План-де-Коронес и гигантский слалом в Сольдеу) и смог обеспечить победу в классификации гигантского слалома. В общем зачете он финишировал вторым после своего товарища по команде Йоханнеса Строльца.
На этапе Кубка мира Рашнер дебютировал 22 декабря 2015 года в слаломе в Мадонне ди Кампильо. В январе 2017 года на дистанции слалома в Китцбюэле он сломал ногу и ему пришлось прервать выступления на несколько недель. В сезоне 2018—2019 года Доминик был готов бороться за самые высокие места, однако, травма не дала ему завершить сезон.
В начале декабря 2019 года он занял 28 место в гигантском слаломе в Бивер-Крике и завоевал первые очки в общий зачёт Кубка мира. На спуске в Альта-Бадиа он смог занять место в очках и чуть не попал в топ-10, заняв одиннадцатое место в параллельном гигантском слаломе. В сезоне Кубка Европы 2020-21 годов Доминик занял третье место в общем зачёте.
В самом начале горнолыжного сезона 2021/2022 года, на этапе в австрийском Цюрсе в параллельном гигантском слаломе он стал вторым опередив более именитых соперников.
В феврале 2023 года на чемпионате мира в Мерибеле завоевал серебряную медаль в параллельном гигантском слаломе, уступив в финале чемпиону Александру Шмиду из Германии. 
Рашнер является активным спортсменом вооруженных сил Австрии. Имеет звание — ефрейтор.

### Подиумы на этапах Кубка мира (2)
| № | Сезон   | Дата        | Место проведения | Дисциплина                     | Место |
| - | ------- | ----------- | ---------------- | ------------------------------ | ----- |
| 1 | 2021/22 | 14 ноя 2021 | Цюрс             | Параллельный гигантский слалом | 2     |
| 2 | 2023/24 | 7 янв 2024  | Адельбоден       | Слалом                         | 3     |